# Отдел Сибири и Дальнего Востока в Гербарии Московского университета
Второй по объемам коллекций отдел Гербария Московского университета.
Коллекции собраны с огромной территории азиатской части России — от Уральского хребта до берегов и островов Тихого океана. Среди коллекций — материалы крупных комплексных экспедиций, таких как Камчатская экспедиция Ф. П. Рябушинского 1908—1909 гг. (сборы В. Л. Комарова); Минусинская экспедиция 1931 г. (М. М. Ильин, Б. Н. Овчинников, А. Ф. Иванова); Чукотская комплексная экспедиция НКЗ РСФСР 1937—1939 гг. (Ф. С. Леонтьев); Якутская комплексная землеустроительная экспедиция МСХ РСФСР 1954—1961 гг.; Комплексная восточная экспедиция географического факультета МГУ 1971—1975 гг. (Е. Б. Поспелова, А. А. Тишков, С. А. Баландин) и др.
За последние 25-30 лет наиболее крупными поступлениями стали коллекции Б. А. Юрцева, С. А. Баландина и др. участников Полярной экспедиции БИН РАН (Чукотка, Камчатка, Якутия), Д. А. Петелина (Зейский и Буреинский заповедники), Е. Б. Поспеловой (Таймырский АО), В. Б. Куваева (Красноярский край), Красноборова И. М. и др. сотрудников ЦСБС СО РАН (Алтай, Тува, Хакасия).
На 1 февраля 2005 г. фонды отдела флоры Сибири и Дальнего Востока включали 136.476 листов (18,66 % объема Гербария Московского университета в целом), представляющие 5733 таксона видового и подвидового рангов и 1037 родов.
Отдел разделен на 8 районов.

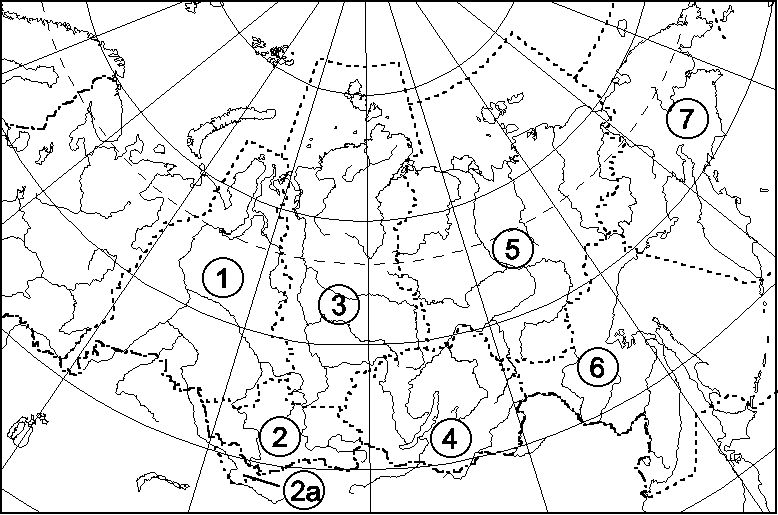
Районирование отдела Сибири

- 0. Сибирь и Дальний Восток (без точных местонахождений и неопределенные образцы)
- 1. Западная Сибирь (Курганская, Тюменская, Омская, Томская и Новосибирская области, Свердловская и Челябинская области без западных районов)
- 2. Алтай и Саяны (Алтайский край, Кемеровская область, республики Тыва, Горный Алтай и Хакасия, южные районы Красноярского края)
- 2а. Восточно-Казахстанская область (алтайская часть)
- 3. Центральная Сибирь (Красноярский край без южных районов)
- 4. Прибайкалье и Забайкалье (Иркутская и Читинская области, Республика Бурятия)
- 5. Якутия
- 6. Дальний Восток (Хабаровский и Приморский края, Амурская и Сахалинская области, Еврейская автономная область)
- 7. Чукотка и Камчатка (Магаданская и Камчатская области, Чукотский автономный округ).